# Mario Kart 7
Mario Kart 7 (マリオカート7?, Mario Kāto 7) è un videogioco per le console della famiglia Nintendo 3DS, settimo della serie Mario Kart.

## Sviluppo
All'E3 2011, è stato annunciato che il gioco avrebbe permesso una personalizzazione maggiore dei kart rispetto ai giochi precedenti, e che sarebbe stato disponibile nei negozi per le vacanze natalizie del 2011. È stata inoltre confermata la possibilità di giocare online e di scambiare i "dati fantasma" (replay personali del giocatore). Il 13 settembre 2011, alla Nintendo 3DS Conference, sono stati annunciati due nuovi personaggi: Lakitu e Mario Metallo. Inoltre, è stata confermata la modalità multiplayer online simile a quella di Mario Kart Wii. In seguito sono stati annunciati altri due nuovi personaggi: Torcibruco e Dolceape Regina (personaggio di Super Mario Galaxy).

## Aggiornamenti
Il 15 maggio 2012 è stato reso disponibile un aggiornamento, necessario per accedere alla modalità “più giocatori online”, per eliminare alcune scorciatoie non autorizzate nei circuiti Monte Wuhu, Circuito Wuhu e GBA Castello di Bowser.
Dopo 11 anni dell'uscita del gioco Nintendo, il 14 dicembre 2022 rilascia l'aggiornamento 1.2. Probabilmente questo aggiornamento sistema alcuni glitch usate dagli speedrunner nel corso degli anni.

## Modalità di gioco
Mario Kart 7 contiene 32 piste: sedici nuove e sedici provenienti da giochi precedenti. Ci sono 8 trofei con 4 circuiti ciascuno.
| Personaggi iniziali | Sbloccabili     |
| ------------------- | --------------- |
| Mario               | Daisy           |
| Luigi               | Wario           |
| Peach               | Tipo Timido     |
| Toad                | Rosalinda       |
| Yoshi               | Lakitu          |
| Koopa               | Mario Metallo   |
| Bowser              | Torcibruco      |
| Donkey Kong         | Dolceape Regina |

Inoltre è possibile giocare con i propri Mii.

## Gran Premio
In base al proprio posizionamento in partita si ottengono dei punti.